# 奥萨马·本·拉登之死阴谋论

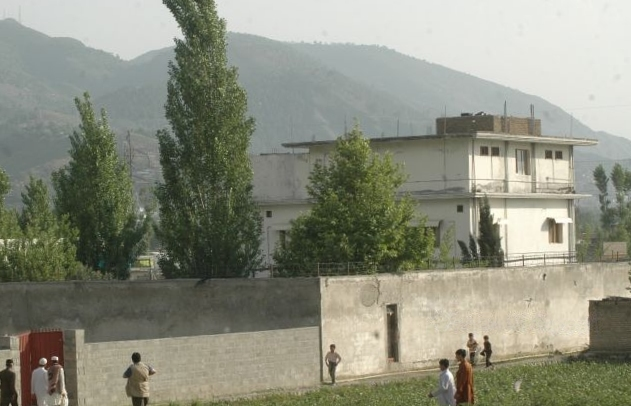
本拉登被擊斃時所在的住宅

在美國政府公佈海豹部隊擊斃了本·拉登的消息後，部分個人和媒體卻認爲奥萨马·本·拉登之死是個陰謀。根據一家專門分析政治動向的美國機構 — 公共政策民調基金會2013年4月所做的調查顯示，有6%的美國民眾投票認為，奧薩瑪·賓·拉登還活著。美国总统特朗普2020年10月在twitter上转发了称本-拉登没死的推文。

## 背景
美國東部時間2011年5月1日，美國的海豹部隊在一次代號爲「海神之矛」的軍事行動中將隱居在巴基斯坦境內的本·拉登擊斃，引發了各界的強烈反響。其中，美國的部分做法（如不公佈本拉登被擊斃的照片等）引發了部分人士的質疑，他們認爲奥萨马·本·拉登的死是美國一手策劃的陰謀。

## 論點及論據
本拉登死後，白宮以「（公佈照片）對消除懷疑沒有什麼效果，而且照片內容『過於觸目驚心』」的理由未公佈本拉登被擊斃的照片，部分人士對此提出了質疑。比如，一名塔利班的指揮官稱「如果美國真殺死了本拉登，爲什麼不向我們出示證據？」。另外，美方匆匆將本拉登的屍體海葬這一行爲，也成爲了懷疑的對象。也有人對美國直升機突然進入巴基斯坦領空而巴方卻無任何反應的合理性提出了質疑。還有人懷疑說本拉登的死是爲了轉移人們的視線，使得人們不再關注北約的飛機炸死卡扎菲的兒子賽義德和另外他的另外三名孫子這件事。

## 美方的回應
針對「海豹部隊的攻擊行動是捏造的」的這一質疑，美方公佈了行動的錄音帶。而時任美國總統奧巴馬對於不公佈照片的解釋則是「（照片）可能引發暴力或者被用作宣傳工具。」，並說已經通過DNA確定了死者確爲本·拉登。時任白宮發言人傑伊·卡尼說：「基地組織的成員們也都相信本拉登死了。」對海葬的解釋則是「這是爲了尊重穆斯林要在死後24小時下葬的習俗」。另外，美方還曾已對海葬全過程進行了錄象。而關於巴方並未干涉美方直升機的突然入境一事，美方則稱是巴方未來得及反應所致。。